# Населення Іспанії
Населення Іспанії. Чисельність населення країни 2021 року становила 46,767 млн осіб (30-те місце у світі). Чисельність іспанців повільно збільшується, народжуваність 2015 року становила 9,64 ‰ (201-ше місце у світі), смертність — 9,04 ‰ (68-ме місце у світі), природний приріст — 0,89 % (127-ме місце у світі) . 

## Природний рух
Гострими проблемами є проблема низької народжуваності і проблема старіння населення.

### Відтворення
Народжуваність у Іспанії, станом на 2015 рік, дорівнює 9,64 ‰ (201-ше місце у світі). Коефіцієнт потенційної народжуваності 2015 року становив 1,49 дитини на одну жінку (197-ме місце у світі). Рівень застосування контрацепції 65,7 % (станом на 2006 рік). Середній вік матері при народженні першої дитини становив 29,8 року (оцінка на 2010 рік).
Смертність у Іспанії 2015 року становила 9,04 ‰ (68-ме місце у світі).
Природний приріст населення в країні 2015 року становив 0,89 % (127-ме місце у світі).

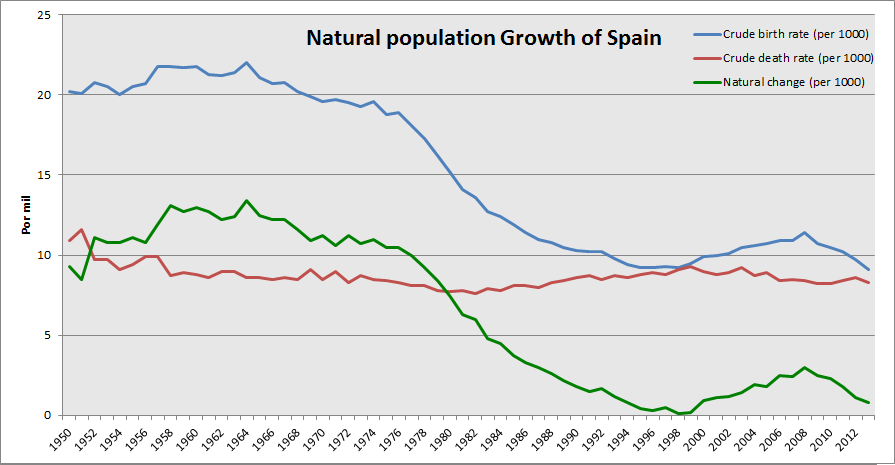
Динаміка народжуваності (червоний), смертності (синій) і природного приросту (зелений) (англ.)

### Вікова структура

Віково-статева піраміда населення Іспанії, 1950—2014 роки
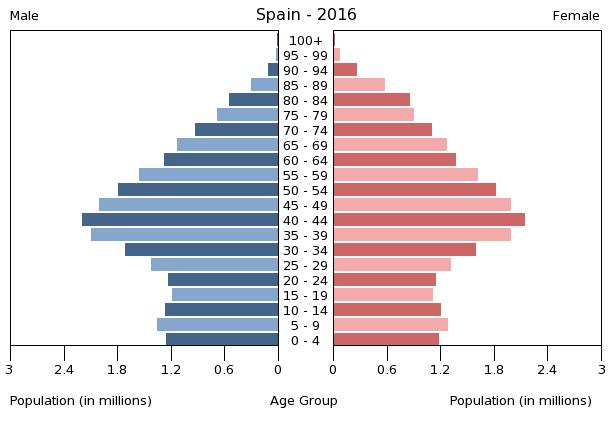
Віково-статева піраміда населення Іспанії, 2016 рік

Середній вік населення Іспанії становить 42,3 року (28-ме місце у світі): для чоловіків — 41,2, для жінок — 43,6 року. Очікувана середня тривалість життя 2015 року становила 81,57 року (21-ше місце у світі), для чоловіків — 78,57 року, для жінок — 84,77 року.
Вікова структура населення Іспанії, станом на 2015 рік, має такий вигляд:
- діти віком до 14 років — 15,45 % (3 827 552 чоловіки, 3 610 910 жінок);
- молодь віком 15—24 роки — 9,56 % (2 379 676 чоловіків, 2 223 159 жінок);
- дорослі віком 25—54 роки — 45,57 % (11 180 532 чоловіки, 10 762 001 жінки);
- особи передпохилого віку (55—64 роки) — 11,67 % (2 738 802 чоловіки, 2 877 648 жінок);
- особи похилого віку (65 років і старіші) — 17,75 % (3 642 559 чоловіків, 4 903 294 жінки)[1].

- Віково-статева піраміда населення Іспанії, 1950—2014 роки (англ.)
- Віково-статева піраміда населення Іспанії, 2016 рік (англ.)

### Шлюбність— розлучуваність
Коефіцієнт шлюбності, тобто кількість шлюбів на 1 тис. осіб за календарний рік, дорівнює 3,6; коефіцієнт розлучуваності — 2,2; індекс розлучуваності, тобто відношення шлюбів до розлучень за календарний рік — 61 (дані за 2010 рік). Середній вік, коли чоловіки беруть перший шлюб, дорівнює 34,5 року, жінки — 32,3 року, загалом — 33,4 року (дані за 2014 рік).

## Розселення

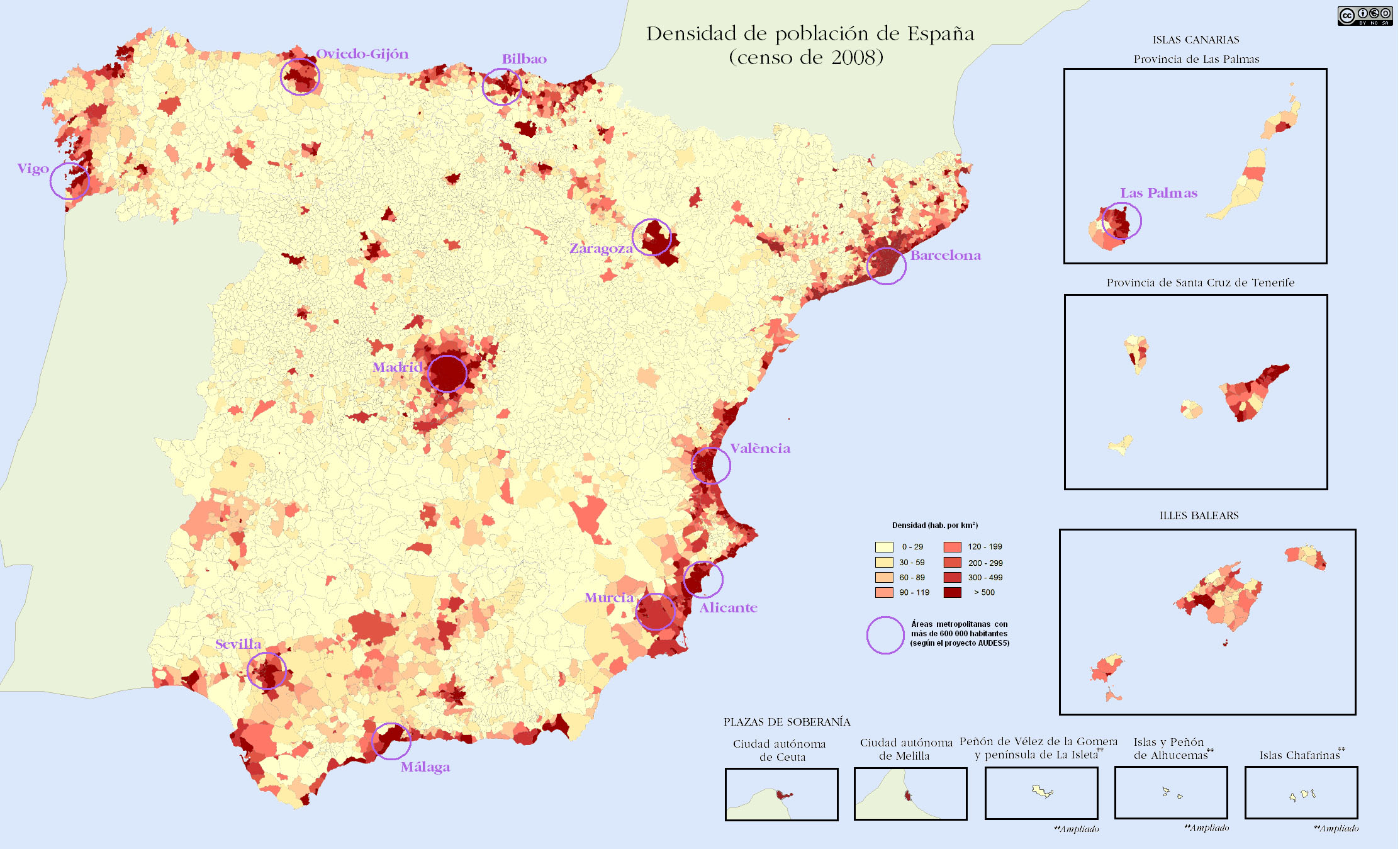
Густота розселення населення Іспанії

Густота населення країни 2015 року становила 92,5 особи/км² (112-те місце у світі). Населення країни здебільшого концентрується вздовж середземноморського і атлантичного узбережжя. Значними центрами тяжіння в центральній частині слугують міста Мадрид, Севілья, Сарагоса і Толедо. Численні невеличкі міста розпорошені сільськогосподарськими районами по усій Іспанії. Найбільша густота населення відмічається навколо Мадриду і Барселони.

### Урбанізація

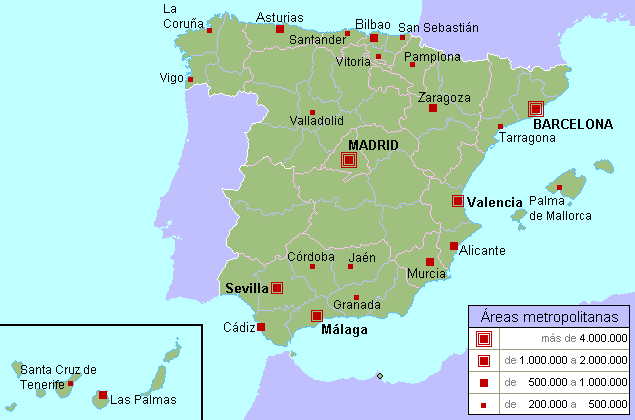
Найбільші міські агломерації Іспанії

Іспанія високоурбанізована країна. Рівень урбанізованості становить 79,6 % населення країни (станом на 2015 рік), темпи зростання частки міського населення — 0,52 % (оцінка тренду за 2010—2015 роки).
Головні міста держави: Мадрид (столиця) — 6,199 млн осіб, Барселона — 5,258 млн осіб, Валенсія — 810,0 тис. осіб (дані за 2015 рік).

### Міграції

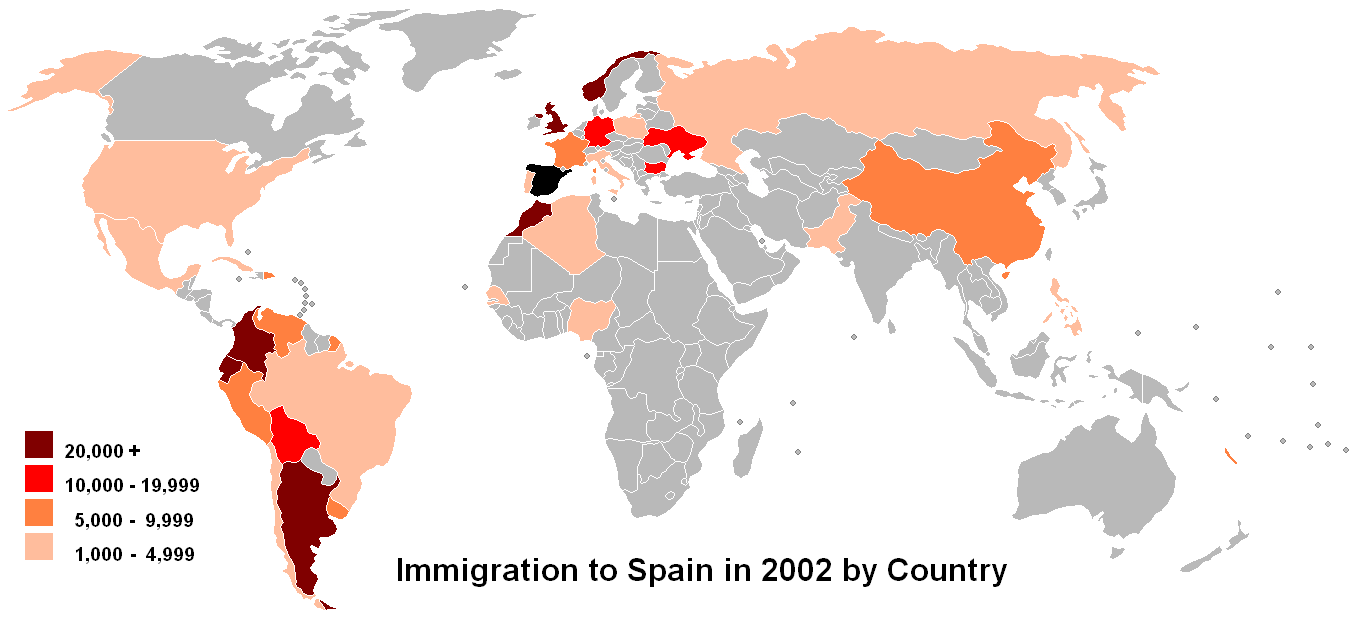
Країни походження мігрантів до Іспанії

Річний рівень імміграції 2015 року становив 8,31 ‰ (13-те місце у світі). Цей показник не враховує різниці між законними і незаконними мігрантами, між біженцями, трудовими мігрантами та іншими. 92 % приросту населення дає імміграція. На 1 січня 2005 року в країні проживало 3,5 мільйона іммігрантів, що склало 8 % населення. Іспанія є рекордсменом з прийому іммігрантів серед країн-членів Європейського союзу. З кінця XX століття приріст населення майже виключно забезпечується іммігрантами з країн Латинської Америки, Магрибу, меншою мірою — Східної Європи. Дуже значна (сотні тисяч чоловік) колонія вихідців з Великої Британії та інших західноєвропейських країн, багато з них пенсіонери.

#### Біженці й вимушені переселенці
Станом на 2016 рік, до країни прибуло 8,45 тис. біженців з Близького Сходу.
У країні мешкає 440 осіб без громадянства.
Іспанія є членом Міжнародної організації з міграції (IOM).

## Расово-етнічний склад
| Етнічний склад (2015 рік) | Етнічний склад (2015 рік) | Етнічний склад (2015 рік) | Етнічний склад (2015 рік) | Етнічний склад (2015 рік) |
| ------------------------- | ------------------------- | ------------------------- | ------------------------- | ------------------------- |
| Етнос:                    |                           |                           | Відсоток:                 |                           |
| іспанці                   | іспанці                   |                           | 100%                      | 100%                      |

Головні етноси країни: іспанці — нащадки суміші північних і середземноморських народів. Корінне населення: кастільці, каталонці, баски, галісійці. Останнім часом у зв'язку з процесом автономізації та заохоченням вивчення місцевих мов (арагонська мова, астурлеонська мова) в кожному автономному співтоваристві тою чи іншою мірою формуються власні етнічні ідентичності. У країні з часів середньовіччя існувала циганська громада. 

Згідно з генетичними дослідженнями Лідського університету, проведеними 2008 року, 20% сучасного населення Іспанії має єврейське коріння по чоловічій лінії і 11% мають арабські і берберські коріння.

## Мови
| Мови Іспанії (2015 рік) | Мови Іспанії (2015 рік) | Мови Іспанії (2015 рік) | Мови Іспанії (2015 рік) | Мови Іспанії (2015 рік) |
| ----------------------- | ----------------------- | ----------------------- | ----------------------- | ----------------------- |
| Мова:                   |                         |                         | Відсоток:               |                         |
| іспанська               | іспанська               |                         | 74%                     | 74%                     |
| каталонська             | каталонська             |                         | 17%                     | 17%                     |
| галісійська             | галісійська             |                         | 7%                      | 7%                      |
| баскська                | баскська                |                         | 2%                      | 2%                      |

Офіційна мова: іспанська (кастильська) — розмовляє 74 % населення країни. Інші поширені мови: каталонська (Каталонія, Балеарські острови, Валенсія) — 17 %, аранська говірка каталонської (Баль-д'Аран) — 5 тис. носіїв, галісійська (Галісія) — 7 %, баскська (Країна Басків, Наварра) — 2 %.
Іспанія, як член Ради Європи, 5 листопада 1992 року підписала і ратифікувала 9 квітня 2001 року Європейську хартію регіональних мов (вступила в дію 1 серпня 2001 року). Регіональними мовами визнані: арагонська (в Арагоні), астурійська (в Астурії, Кастилії і Леоні), баскська (у Країні Басків і Наваррі), каталонська (у Каталонії та на Балеарських островах), валенсійська (у Валенсії), галісійська (у Галісії).

## Релігії
| Релігії в Іспанії (2015 рік) | Релігії в Іспанії (2015 рік) | Релігії в Іспанії (2015 рік) | Релігії в Іспанії (2015 рік) | Релігії в Іспанії (2015 рік) |
| ---------------------------- | ---------------------------- | ---------------------------- | ---------------------------- | ---------------------------- |
| Віросповідання:              |                              |                              | Відсоток:                    |                              |
| католики                     | католики                     |                              | 94%                          | 94%                          |
| інші                         | інші                         |                              | 6%                           | 6%                           |

Головні релігії й вірування, які сповідує, і конфесії та церковні організації, до яких відносить себе населення країни: римо-католицтво — 94 %, інші — 6 % (станом на 2015 рік).

За конституцією Королівства Іспанія церква відділена від держави. 1979 року було укладено угоду з Ватиканом, яка до цього часу регулює відносини між церквою і державою.

## Освіта
Рівень письменності 2015 року становив 98,1 % дорослого населення (віком від 15 років): 98,7 % — серед чоловіків, 97,5 % — серед жінок.
Державні витрати на освіту становлять 4,3 % ВВП країни, станом на 2013 рік (80-те місце у світі). Середня тривалість освіти становить 18 років, для хлопців — до 17 років, для дівчат — до 18 років (станом на 2014 рік).

## Охорона здоров'я
Забезпеченість лікарями в країні на рівні 4,95 лікаря на 1000 мешканців (станом на 2013 рік). Забезпеченість лікарняними ліжками в стаціонарах — 3,1 ліжка на 1000 мешканців (станом на 2011 рік). Загальні витрати на охорону здоров'я 2014 року становили 9 % ВВП країни (26-те місце у світі).
Смертність немовлят до 1 року, станом на 2015 рік, становила 3,3 ‰ (211-те місце у світі); хлопчиків — 3,63 ‰, дівчаток — 2,96 ‰. Рівень материнської смертності 2015 року становив 5 випадків на 100 тис. народжень (170-те місце у світі).
Іспанія входить до складу ряду міжнародних організацій: Міжнародного руху (ICRM) і Міжнародної федерації товариств Червоного Хреста і Червоного Півмісяця (IFRCS), Дитячого фонду ООН (UNISEF), Всесвітньої організації охорони здоров'я (WHO).

### Захворювання
2012 року зареєстровано 150,4 тис. хворих на СНІД (32-ге місце у світі), це 0,42 % населення в репродуктивному віці 15—49 років (73-тє місце у світі). Смертність 2014 року від цієї хвороби становила приблизно 800 осіб (70-те місце у світі).
Частка дорослого населення з високим індексом маси тіла 2014 року становила 26,5 % (45-те місце у світі).

### Санітарія
Доступ до облаштованих джерел питної води 2015 року мало 100 % населення в містах і 100 % у сільській місцевості; загалом 100 % населення країни. Відсоток забезпеченості населення доступом до облаштованого водовідведення (каналізація, септик): в містах — 99,8 %, в сільській місцевості — 100 %, загалом по країні — 99,9 % (станом на 2015 рік). Споживання прісної води, станом на 2008 рік, дорівнює 32,46 км³ на рік, або 698,7 тонни на одного мешканця на рік: з яких 18 % припадає на побутові, 22 % — на промислові, 61 % — на сільськогосподарські потреби.

## Соціально-економічне становище
Співвідношення осіб, що в економічному плані залежать від інших, до осіб працездатного віку (15—64 роки) загалом становить 50,8 % (станом на 2015 рік): частка дітей — 22,4 %; частка осіб похилого віку — 28,3 %, або 3,5 потенційно працездатного на 1 пенсіонера. Загалом ці показники характеризують рівень потреби державної допомоги в секторах освіти, охорони здоров'я та пенсійного забезпечення, відповідно. За межею бідності 2012 року перебувало 21,1 % населення країни. Розподіл доходів домогосподарств у країні має такий вигляд: нижній дециль — 2,5 %, верхній дециль — 24 % (станом на 2011 рік).
Станом на 2016 рік, уся країна була електрифікована, усе населення країни мало доступ до електромереж. Рівень проникнення інтернет-технологій надзвичайно високий. Станом на липень 2015 року в країні налічувалось 37,886 млн унікальних інтернет-користувачів (20-те місце у світі), що становило 78,7 % загальної кількості населення країни.

### Трудові ресурси
Загальні трудові ресурси 2015 року становили 22,98 млн осіб (29-те місце у світі). Зайнятість економічно активного населення у господарстві країни розподіляється таким чином: аграрне, лісове і рибне господарства — 2,9 %; промисловість і будівництво — 15 %; сфера послуг — 58,4 % (станом на 2014 рік). Безробіття 2015 року дорівнювало 22,5 % працездатного населення, 2014 року — 24,5 % (174-те місце у світі); серед молоді у віці 15—24 років ця частка становила 53,2 %, серед юнаків — 53,4 %, серед дівчат — 52,9 % (5-те місце у світі).

## Кримінал

### Наркотики

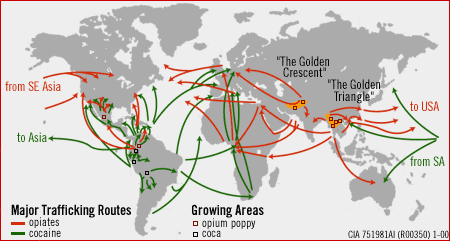
Світові маршрути наркотрафіку

Держава докладає значних зусиль у боротьбі з незаконним обігом наркотичних речовин. Проте географічне положення, протяжне морське узбережжя роблять з країни ворота для наркотрафіку гашишу з Північної Африки й кокаїну з Латинської Америки до Європи і на внутрішній ринок. Перевантажний пункт для південно-східноазійського героїну. Відмивання грошей колумбійськими наркокартелями, національною організованою злочинністю.

### Торгівля людьми
Згідно зі щорічною доповіддю про торгівлю людьми (англ. Trafficking in Persons Report) Управління з моніторингу та боротьби з торгівлею людьми Державного департаменту США, уряд Іспанії докладає усіх можливих зусиль у боротьбі з явищем примусової праці, сексуальної експлуатації, незаконною торгівлею внутрішніми органами, законодавство відповідає усім вимогам американського закону 2000 року щодо захисту жертв (англ. Trafficking Victims Protection Act’s), держава перебуває у списку першого рівня.

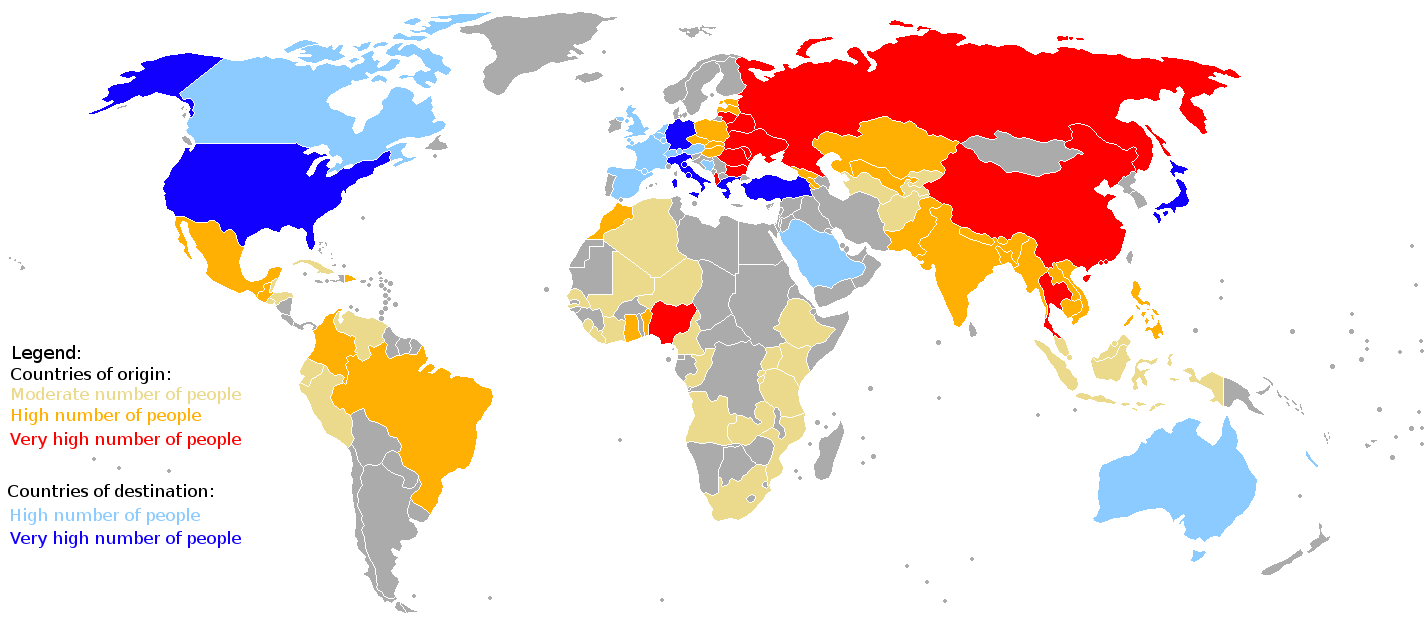
Країни-донори (червоний) і країни-реципієнти кримінальних потоків  (англ.)
Глобальна боротьба з торгівлею людьми (англ.)

## Гендерний стан
Статеве співвідношення (оцінка 2015 року):
- при народженні — 1,07 особи чоловічої статі на 1 особу жіночої;
- у віці до 14 років — 1,06 особи чоловічої статі на 1 особу жіночої;
- у віці 15—24 років — 1,07 особи чоловічої статі на 1 особу жіночої;
- у віці 25—54 років — 1,04 особи чоловічої статі на 1 особу жіночої;
- у віці 55—64 років — 0,95 особи чоловічої статі на 1 особу жіночої;
- у віці за 64 роки — 0,74 особи чоловічої статі на 1 особу жіночої;
- загалом — 0,98 особи чоловічої статі на 1 особу жіночої[1].

## Демографічні дослідження
Демографічні дослідження в країні ведуться рядом державних і наукових установ:
- Національний інститут статистики Іспанії (ісп. Instituto Nacional de Estadística).

### Українською
- Атлас. 10—11 клас. Економічна і соціальна географія світу / упорядники :  О. Я. Скуратович, Н. І. Чанцева. — К. : ДНВП «Картографія», 2010. — ISBN 978-966-475-639-3.
- Атлас світу / голов. ред. І. С. Руденко ; зав. ред. В. В. Радченко ; відп. ред. О. В. Вакуленко. — К. : ДНВП «Картографія», 2005. — 336 с. — ISBN 9666315467.
- Безуглий В. В. Економічна і соціальна географія зарубіжних країн : Навчальний посібник. — К. : ВЦ «Академія», 2007. — 704 с. — ISBN 978-966-580-239-6.
- Безуглий В. В., Козинець С. В. Регіональна економічна і соціальна географія світу : Навчальний посібник. — видання 2-ге, доп., перероб. — К. : ВЦ «Академія», 2007. — 688 с. — ISBN 966-580-144-9.
- Гудзеляк І. І. Географія населення: Навчальний посібник / І. Гудзеляк. — Л. : Видавничий центр ЛНУ імені Івана Франка, 2008. — 232 с. — ISBN 978-966-613-599-8.
- Дахно І. І. Країни світу: Енциклопедичний довідник / І. І. Дахно, С. М. Тимофієв. — К. : Мапа, 2011. — 606 с. — (Бібліотека нового українця) — ISBN 978-966-8804-23-6.
- Дахно І. І. Економічна географія зарубіжних країн : навчальний посібник. — К. : Центр учбової літератури, 2014. — 319 с. — ISBN 978-611-01-0682-5.
- Джаман В. О. Регіональні системи розселення: демографічні аспекти. — Чернівці : Рута, 2003. — 392 с. — ISBN 9665685988.
- Дорошенко Л. С. Демографія: Навчальний посібник. — К. : МАУП, 2005. — 112 с. — ISBN 966-608-442-2.
- Дубович І. А. Країнознавчий словник-довідник. — 5-те вид., перероб. і доп. — К. : Знання, 2008. — 839 с. — ISBN 978-966-346-330-8.
- Економічна і соціальна географія країн світу. Навчальний посібник / За ред. Кузика С. П. — Л. : Світ, 2002. — 672 с. — ISBN 966-603-178-7.
- Загальна медична географія світу / В. О. Шевченко [та ін.] — К. : [б.в.], 1998. — 178 с.
- Крисаченко В. С. Динаміка населення: Популяційні, етнічні та глобальні виміри. — К. : Видавництво Національного інституту стратегічних досліджень, 2005. — 368 с. — ISBN 966-554-083-1.
- Любіцева О. О., Мезенцев К. В., Павлов С. В. Географія релігій. — К. : АртЕК, 1999. — 504 с. — ISBN 966-505-006-0.
- Масляк П. О. Країнознавство. — К. : Знання, 2007. — 292 с. — (Вища освіта XXI століття)
- Масляк П. О., Дахно І. І. Економічна і соціальна географія світу / П. О. Масляк, І. І. Дахно ; за ред. П. О. Масляка. — К. : Вежа, 2003. — 280 с. — ISBN 966-7091-53-8.

### Російською
- (рос.) Испания // Демографический энциклопедический словарь / главн. ред. Валентей Д. И. — М. : Советская энциклопедия, 1985. — 608 с.
- (рос.) Испания // Страны и народы. Зарубежная Европа. Южная Европа / Редкол. : В. П. Максаковский, С. А. Токарев (отв. ред.) и др. — М. : «Мысль», 1983. — 285 с. — (Страны и народы) — 180 тис. прим.
- (рос.) Атлас народов мира / Отв. ред. С. И. Брук и В. С. Апенченко. — М. : ГУГК ГГК СССР и Институт этнографии им. Н. Н. Миклухо-Маклая АН СССР, 1964. — 185 с. — 20 тис. прим.
- (рос.) Численность и расселение народов мира. Этнографические очерки / под ред. С. И. Брука. — М. : Издательство АН СССР, 1962. — 487 с.
- (рос.) Лаппо Г. М. География городов: Учебное пособие для географических факультетов вузов. — М. : Туманит, изд. центр ВЛАДОС, 1997. — 476 с. — ISBN 5-691-00047-0.
- (рос.) Урланис Б. Ц. Рост населения в Европе (опыт исчисления). — М. : ОГИЗ-Госполитиздат, 1941. — 436 с.
- (рос.) Ягельский А. География населения. — М. : Прогресс, 1980. — 383 с.